# NGC 1521
NGC 1521 é uma galáxia elíptica (E) localizada na direcção da constelação de Eridanus. Possui uma declinação de -21° 03' 06" e uma ascensão recta de 4 horas, 08 minutos e 18,7 segundos.
A galáxia NGC 1521 foi descoberta em 21 de Novembro de 1835 por John Herschel.